# Associated Container Transportation
Associated Container Transportation (ACT) war eine von mehreren britischen Linienreedereien gegründete Containerschiffsreederei, die von 1966 bis 1991 bestand.

## Geschichte
Das Gemeinschaftsunternehmen wurde 1966 von den Linienreedereien Ellerman Lines, Blue Star Line, Ben Line, Harrison Line und Port Line gegründet, um im damals neuen Containergeschäft Fuß fassen zu können, ohne die großen damit verbundenen Investitionen alleine bewältigen zu müssen.
Hintergrund dieser Entwicklung waren die weltweit schnell wachsenden Langstreckencontainerverkehre, mit denen Mitbewerber, wie die Containerpioniere Sea-Land Corporation oder die ebenfalls neugegründeten Konsortien Overseas Containers Limited und Atlantic Container Lines dem herkömmlichen Stückgutlinienverkehr große Ladungsanteile abnahmen.
Nachdem schon vorher einzelne containerisierte Ladung verschifft wurde, erhielt die ACT, 1968 mit der ACT 1 beginnend seine ersten Neubauten. Die Schiffsnamen lauteten alle ACT... mit einer fortlaufenden Nummer. Die Europa-Australien-Liniendienste wurden ab Oktober 1969 als Teil des AECS (Australia Europe Container Service) in Zusammenarbeit mit dem Konsortium Overseas Containers Limited und Reedereien wie Australien National Line aus Melbourne begonnen und galten seinerzeit als Schrittmacher in der Region, da die Schiffe von Anfang an für den Transport einer großen Anzahl von Reefer-Containern ausgelegt waren.
Die Associated Container Transportation verließ den AECS Mitte 1972 gemeinsam mit der Australien National Line,  um einen eigenen Dienst aufzubauen. Ab Mai 1977, nur kurz nach  Ablieferungsbeginn der Australian Venture-Baureihe,  traten beide Reedereien erneut in den AECS-Dienst  zwischen Australien/Neuseeland und Europa ein, der ab 1978/79 auch  Neuseeland einschloss und ab dann als ANZECS  (Australia New Zealand Europe Container Service) firmierte.
1991 wurde die ACT wieder aufgelöst und alle Schiffe wurden verkauft oder transferiert. Die ACT 1, ACT 2 und die ACT 7 wurden an die Containersparte OCL der Reederei Peninsular and Oriental Steam Navigation Company verkauft und in Discovery Bay, Moreton Bay und Palliser Bay umbenannt. Die verbliebenen ACT 3, ACT 4, ACT 5, ACT 6 und ACT 10 gingen an die Blue Star Line und eine Partnerreederei. 1998 gelangten diese Schiffe beim Verkauf der Blue Star Line an die P & O zwar unter deren Flagge, behielten aber ihre Blue-Star-Namen und ihr äußeres Erscheinungsbild. Als man 2003 mit der America Star das letzte dieser Schiffe zum Abbruch verkaufte, beendete es gleichzeitig die Tradition der Reederei Associated Container Transportation wie auch die der Blue Star Line.